# Simon Pouliot-Cavanagh
Simon Pouliot-Cavanagh (ur. 1 listopada 1990) – kanadyjski narciarz dowolny. Specjalizuje się w jeździe po muldach. Jak dotąd nie startował na Igrzyskach olimpijskich, ani na mistrzostwach świata. Jego najlepszym sezonem był sezon 2013/2014, kiedy to zajął 47. miejsce w klasyfikacji generalnej, a w klasyfikacji jazdy po muldach był 9.

## Sukcesy

### Puchar Świata

#### Miejsca w klasyfikacji generalnej
- 2010/2011 – 73.
- 2011/2012 – 240.
- 2012/2013 – 55.
- 2013/2014 – 47.
- 2014/2015 –

#### Miejsca na podium w zawodach
1. Sierra Nevada – 22 marca 2013 (Muldy podwójne) – 3. miejsce
2. Calgary – 3 stycznia 2015 (Jazda po muldach) – 2. miejsce